# Gongora ionodesme
Gongora ionodesme är en orkidéart som beskrevs av Günter Gerlach. Gongora ionodesme ingår i släktet Gongora och familjen orkidéer.
Artens utbredningsområde är Ecuador. Inga underarter finns listade i Catalogue of Life.